# 白梅洛仙人掌
白梅洛仙人掌（学名：Melocactus glaucescens），又名蒼白花座球，是巴西特有的一種仙人掌。它們生長在岩石區及沙漠，受到環境破壞所威脅。